# Xu Zaozao
Xu Zaozao (xinès (Xina): 徐枣枣)  (1988) és una dona xinesa que fa campanya per poder congelar els seus propis òvuls. És una destacada defensora dels drets reproductius i de l'autonomia corporal de les dones solteres. Després que l'hospital de Pequín es negués a congelar els seus òvuls, va presentar una demanda el 2019, però el seu cas va ser desestimat per un tribunal de Pequín el juliol del 2022. El seu cas ha estat àmpliament seguit a la Xina, on els drets de les dones s'estan convertint en un tema més important i la disminució de la natalitat causa preocupació. El novembre de 2023, va ser nomenada a la llista de les 100 dones de la BBC.

## Activisme
L'any 2018, amb 30 anys, Xu va anar a un hospital públic de Pequín per preguntar sobre la congelació dels seus òvuls, per poder tenir l'opció de tenir fills més endavant. Però després d'una revisió inicial, li van dir que no podia continuar el procediment sense tenir un certificat de matrimoni. Segons la sentència que va rebre el 2022, l'hospital va argumentar que la congelació d'òvuls comporta certs riscos per a la salut i, per tant, els serveis de congelació d'òvuls només estaven disponibles per a dones que no podien quedar embarassades sense l'ajuda de la congelació d'òvuls, i no per a pacients sans. El 2019, Xu va presentar una demanda contra l'hospital de Pequín, al·legant que havia infringit els seus drets personals. Xu va al·legar que l'hospital havia discriminat a les dones, violat els seus drets personals i infringit les lleis pertinents relatives a la igualtat de gènere i la prohibició de totes les formes de discriminació contra les dones en negar-se a congelar els òvuls de les dones solteres. El cas es va judicialitzar el desembre de 2019; tanmateix, a causa de la complexa interacció de consideracions mèdiques, legals i ètiques pel que fa a la congelació d'òvuls, el jutge no va poder prendre una decisió. El tribunal va rebutjar els arguments de Xu el juliol de 2022 després d'una nova audiència del cas en sessió privada el setembre de 2021. Veient l'evolució dels fets, Xu va optar per llançar una crida pública. El 2023, va ser inclosa en la llista de les 100 dones de la BBC.